# Miguel Rivilla Azcune
Miguel Rivilla Azcune (Zegama, Guipúscoa, 1913 - ?) fou un advocat i polític basc d'ideologia feixista. Abans de la guerra civil espanyola exercia com a advocat a Sant Sebastià i militava a Falange Española. L'abril de 1936 fou detingut a Sant Sebastià amb altres falangistes per tinença d'armes. Quan es va produir el cop d'estat del 18 de juliol de 1936 es va posar de part dels revoltats i va ser membre de la gestora designada per les autoritats rebels per dirigir la Diputació Foral de Guipúscoa, de la que en fa formar part fins 1939. Entre abril de 1940 i juny de 1941 fou governador civil de la província d'Alacant, i es va destacar pel seu suport a la classe benestant alacantina, com havia fet el seu antecessor.
A les eleccions generals espanyoles de 1977 va presentar la candidatura al Senat d'Espanya per la província de Saragossa per la coalició franquista Alianza Nacional del 18 de julio, però només va obtenir 4.753 vots. A les eleccions generals espanyoles de 1979 formà part de la candidatura al Congrés dels Diputats per la Unión Nacional per la província de Saragossa, sense obtenir escó. A les eleccions generals espanyoles de 1982 fou candidat al Senat d'Espanya per Fuerza Nueva a la província de Saragossa, però només va obtenir 2.969 vots,